# Sayakhat
Sayakhat, (ibland Sayakhat Airlines, Ryska: Aвиационная Компания «Саяхат») är ett kazakiskt charterflygbolag grundat 1989. Sayakhat har sina huvudkvarter på Almatys internationella flygplats. Även dess huvudkontor finns i Almaty. 

## Historia
Flygbolaget grundades 1989 och påbörjade sin verksamhet 1991. Det grundades av Vladimir Kouropatenko och när det grundades var det Kazakstans första privatägda flygbolag. 2007 började Sayakhat att konternuerligt flyga till Tel Aviv, Israel.  Under sommaren 2008 flög man även planerade flygningar till Baku, Azerbajdzjan.

## Flotta
Sayakhat Airlines flotta den 9 mars 2009 bestod av dessa flygplan. :
- 4 Iljusjin Il-76TD
- 3 Tupolev Tu-154M (158-164 passagerare) [3]